# Zieja
Zieja (ros. Зея) – miasto w azjatyckiej części Rosji, w obwodzie amurskim, nad Zeją, ośrodek administracyjny rejonu ziejskiego i okręgu miejskiego miasto Zieja.
Osada powstała w 1879, od 1906 posiada status miasta.
Miasto jest siedzibą zarządu Parku Narodowego „Tokinsko-Stanowoj” i Rezerwatu Zejskiego.